# فيسنتي يوريبا
فيسنتي يوريبا (بالإسبانية: Vicente Uribe Galdeano)‏ هو سياسي إسباني، ولد في 30 ديسمبر 1902 في بلباو في إسبانيا، وتوفي في 11 يوليو 1961 في براغ في التشيك. حزبياً، نشط في الحزب الشيوعي الإسباني. وقد انتخب عضو مجلس النواب الإسباني ‏.